# Gardar Svavarsson
Gardar Svavarsson (moderní islandština: Garðar Svavarsson) je mnohými považován za prvního Švéda, který doplul k břehům Islandu a který pobyl na tomto ostrově celou jednu zimu.

## Život
Podle záznamů uvedených v knize "Landnámabók" (středověký islandský písemný záznam popisující osidlování Islandu Nory v průběhu 9. a 10. století n. l. sepsaný Haukrem Erlendssonem) vlastnil Gardar Svavarsson půdu v tehdejším Dánsku a byl ženatý s ženou pocházející ze souostroví Hebridy, se kterou zplodil syna Uni danski (Uni the Dane), který později odcestoval na Island, kde se ho neúspěšně pokusil získat pro norského krále. Gardar Svavarsson byl původem ze Švédska, po návratu ze svého pobytu na Islandu se usadil v Norsku, kde také později zemřel. O

## Cesta na Island

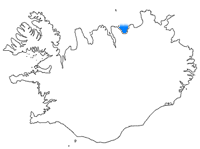
Záliv Skjálfandi (Záliv domů podle Gardara Svavarssona)

Objevné cesty na Island

Gardar Svavarsson se vydal na svou cestu na Island přibližně v roce 864 n. l. a uvádí se, že motivací mu byla zpráva o cestě Naddoda (norský viking, který doplul jako vůbec první Evropan k břehům Islandu asi kolem roku 861 n. l.). Mnozí se však domnívají, že tato cesta mohla být i dílem náhody, když byl Gardar Svavarsson větrem odchýlen od kurzu na své objevné cestě směrem na Hebridy. Když však Gardar Svavarsson přistál u východních břehů Islandu (zřejmě téhož roku), veden nutností přečkat tuhou a krutou zimu, nechal vystavět několik obydlí pro sebe a svou posádku v severovýchodní části ostrova, nyní zvané Skjálfandi. Tuto osadu nazval Húsavík (v překladu "Záliv domů" – Bay of Houses). V průběhu svého pobytu jako první obeplul dokola celou pevninu, čímž dokázal, že se jedná o ostrov a který také po sobě pojmenoval – Gardarsholmur (Gardarův ostrov). Jeden z jeho mužů, Nattfari, spolu s dvěma otroky na ostrově zůstal, a stal se tak patrně jeho prvním stálým obyvatelem. Po téměř roce pobytu na ostrově se Gardar zdravý vrátil zpět a usadil se v Norsku.

## Současníci
- Naddod
- Floki Vilgerdarson
- Ingolfur Arnarson
- Ottar z Hålogalandu